# Дейв Кер
Дейв Кер (англ. Dave Kehr; 1953) — видатний американський кінокритик, що регулярно публікувався в 1974—2013 роках. Нині займається збереженням і популяризацією американської кіноспадщини перших двох третин XX століття.

## Біографія та кар'єра
Після закінчення Чиказького університету Дейв Кер працював кінокритиком у місцевих виданнях Chicago Reader (1974-85) та Chicago Tribune (1986-92). При аналізі фільмів приділяв увагу не стільки соціальній і наративній, скільки візуальній складовій. Розгорнуті кіноогляди Кера, що публікувалися свого часу в Chicago Reader, були перевидані Чиказьким університетом у 2011 році
Кер прославився неконформістськими поглядами, які не стикувалися з мейнстримом американської кінокритики, представленим, зокрема, Полін Кейл і Вінсентом Кенбі. У лапідарних рецензіях завдовжки в один абзац Кер висміював загальновизнаних «геніїв» артхауса (Ф. Фелліні, І. Бергмана, С. Кубрика) та реабілітовував голлівудський «ширвжиток» середини століття: (А. Гічкок, Г. Гоукс, Д. Форд). Мішенню його критики часто ставали фільми модних у той час режисерів — Ф. Ф. Копполи, Р. Альтмана, Вуді Аллена, Дж. Айворі, А. Вайди, Д. Лінча, братів Коенів. До «вищої ліги» режисерів, окрім Гічкока, Форда і Гоукса, відносив Е. Любіча, Д. Сірка, М. Офюльса, Р. Брессона і Кендзі Мідзогуті.
Переїхавши в 1993 році з Чикаго до Нью-Йорка, Дейв Кер упродовж п'яти років перебував у штаті видання New York Daily News, де постійно конфліктував з керівництвом, невдоволеним самостійністю його суджень. У ці роки похвали Кера часто удостоювалися роботи Клінта Іствуда, Веса Андерсона, Кшиштофа Кесльовського, Аббаса Кіаростамі, Джона Бурмена і Девіда Кроненберга. Після негативного відгуку про «Титанік» (1997) був вимушений покинути видання, незважаючи за заступництво з боку Клінта Іствуда.
З 1999 року Дейв Кер перебував у штаті газети The New York Times, де публікував щотижневу колонку з оглядами нових DVD (переважно з кінокласикою). У своїх оглядах робив акцент на маловідомих сторінках історії американського кіно, відстоював необхідність повернення глядачеві напівзабутих фільмів. У 2000-і роки Кер брав участь у виданні ілюстрованих альбомів з історії кіноплакату і співпрацював з сінефільским виданням Film Comment. Наприкінці десятиліття звернувся до популяризації творчості Рауля Волша. Найцікавішим американським режисером XXI століття називає Девіда Фінчера.
У жовтні 2013 року Кер поступився місцем в The New York Times своєму колезі Джиму Гоберману і перейшов на позицію куратора у Нью-йоркський музей кіно. Він є одним з експертів, що відбирають фільми для включення в Національний реєстр фільмів.